# Kandeláber-barlang
A Kandeláber-barlang (félig spanyol, félig katalán helyi nevén: Cueva del Canelobre) a kelet-spanyolországi Alicante tartomány egyik látványos cseppkőbarlangja, kedvelt turisztikai célpont.

## Leírás
A barlang Valencia autonóm közösség területén található, Busot község területén, a községközponttól északra, a Cabezón de Oro hegység területén, nagyjából 700 méterrel a tenger szintje felett. A hegységnek ez a része nagyjából 145 millió éves (késő jura kori) mészkőből áll. Mivel a csúcsot alkotó kőzet igen töredezett, ezért a víz könnyen beleszivárog, így számos karsztjelenségnek lehetünk tanúi. A barlangrendszer belsejében egy több mint 80 000 m²-es terület található, ahova egy 45 méter hosszú folyosón lehet eljutni. Ebben a belső térben található a Spanyolországban ismert barlangok egyik legmagasabb boltozata, amely eléri a 70 méteres magasságot is.
A barlang fő érdekességei a benne található cseppkőképződmények. Ezek közül is kiemelkedik a több mint 25 méter magas, Szent Családnak elnevezett együttes, valamint a terem közepén található, több mint 100 000 éves állócseppkő, a Kandeláber.
A barlangot már az arabok is ismerték a 10. században, de ezek után egészen a 19. századig keveset lehet tudni a történetéről. A spanyol polgárháború idején a barlangban a köztársaságpártiak repülőgépjavító műhelye működött: ekkor építették ki többek között azt az alagutat, amelyen át ma is megközelíthető. A nagyközönség előtt a 20. század közepén nyitották meg.

## Képek

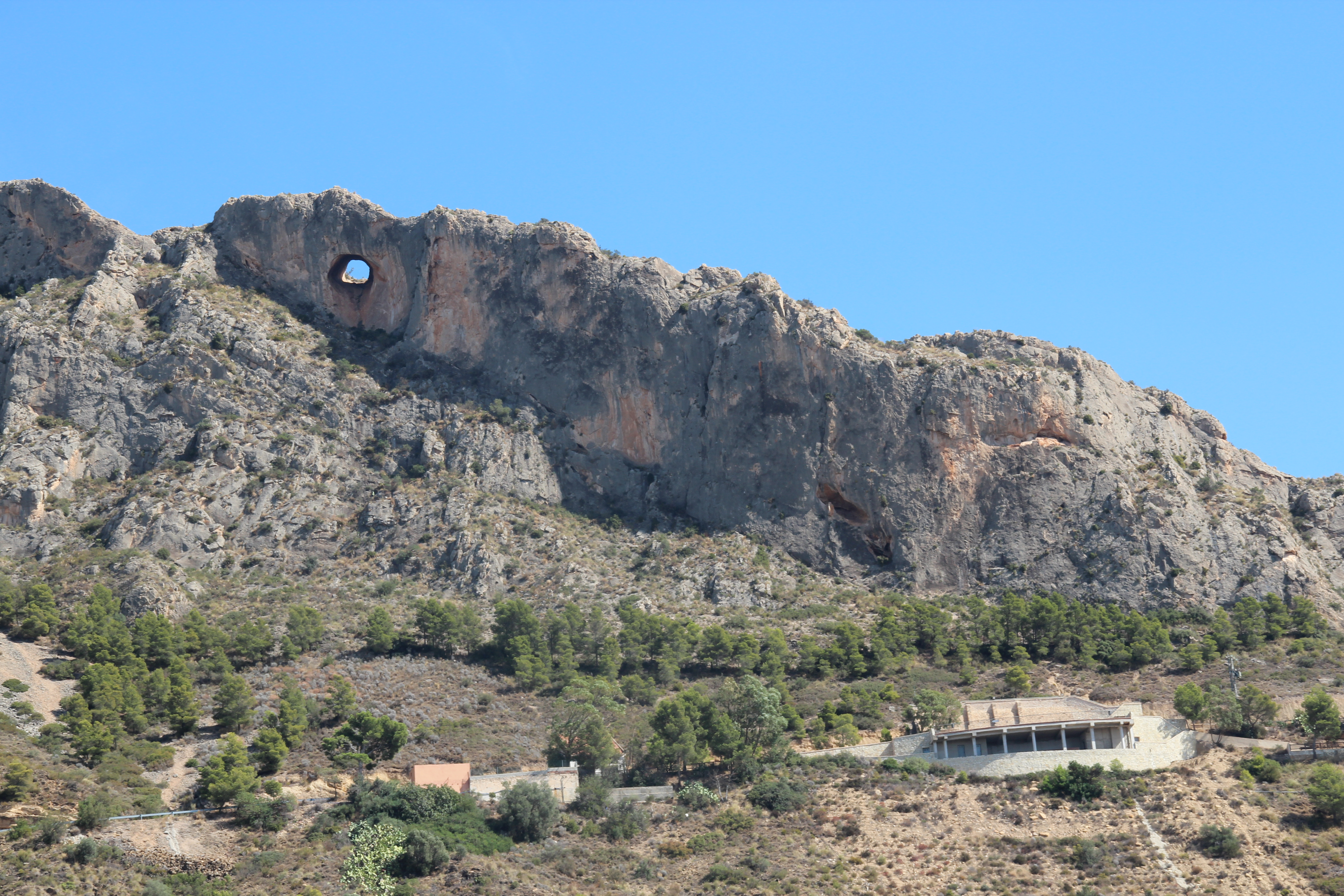
A hegy, ahol a barlang található
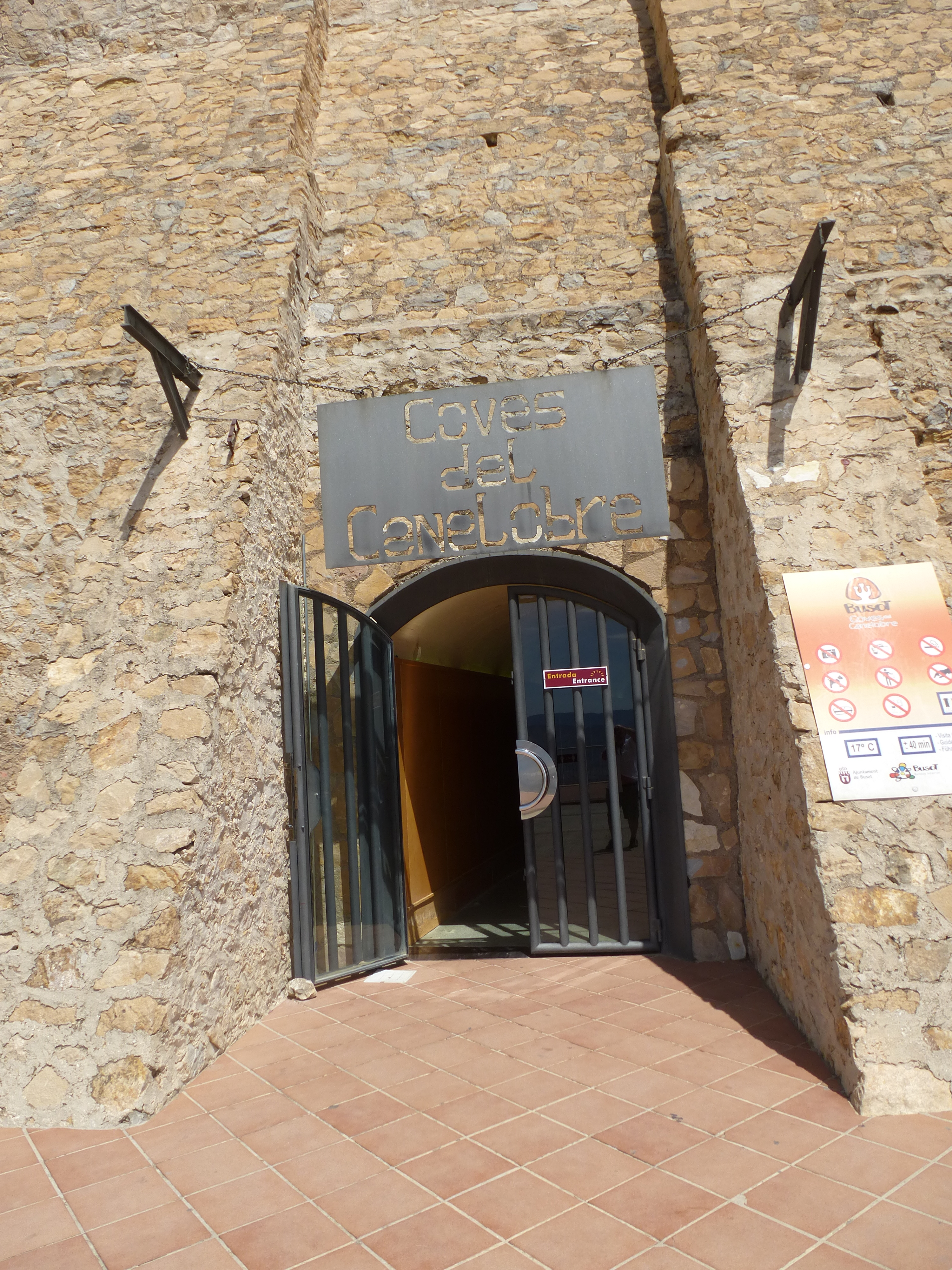
A kiépített bejárat
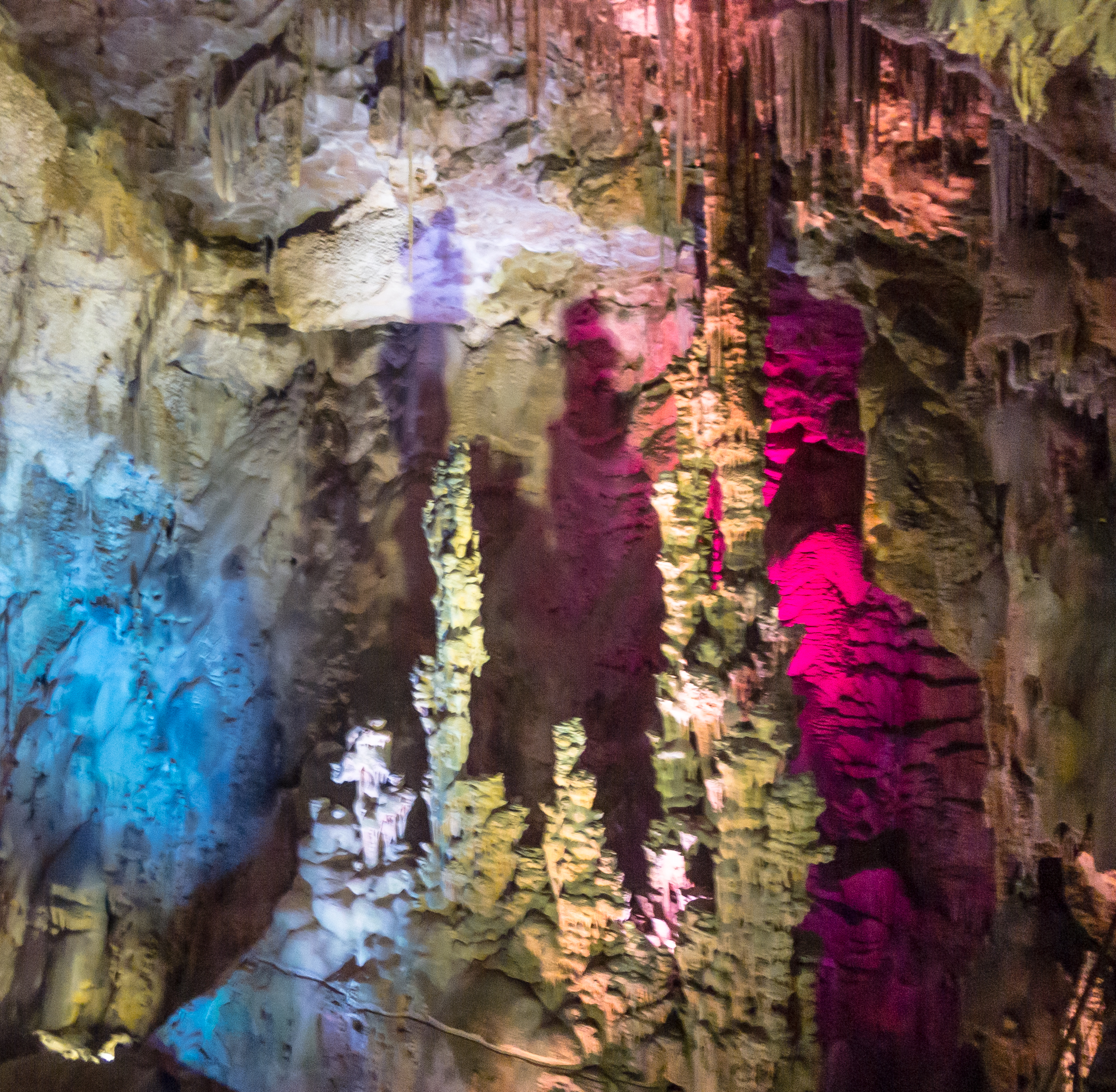
Belső kép
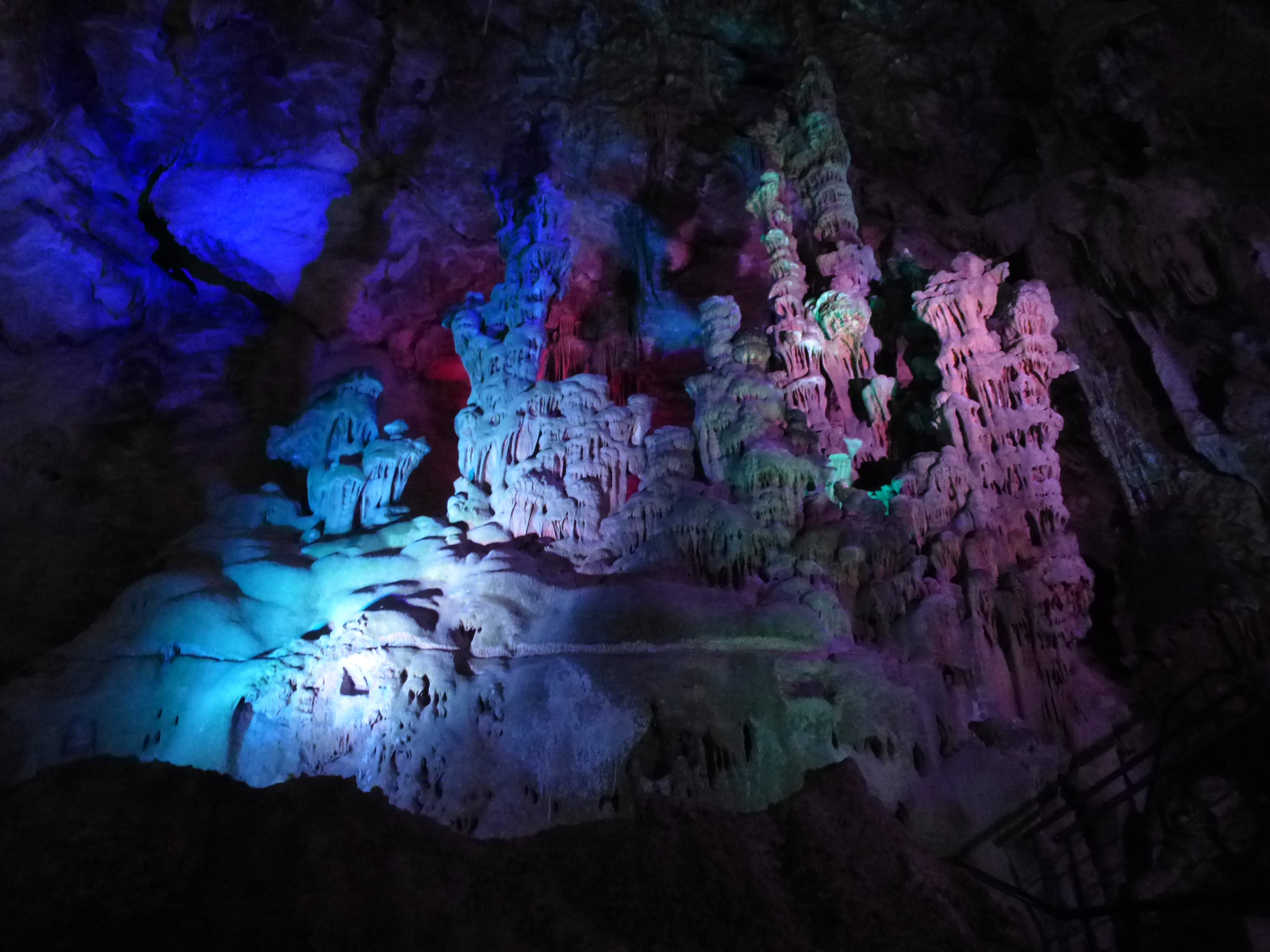
Belső kép